# Bahnhofstraße (Bad Freienwalde)

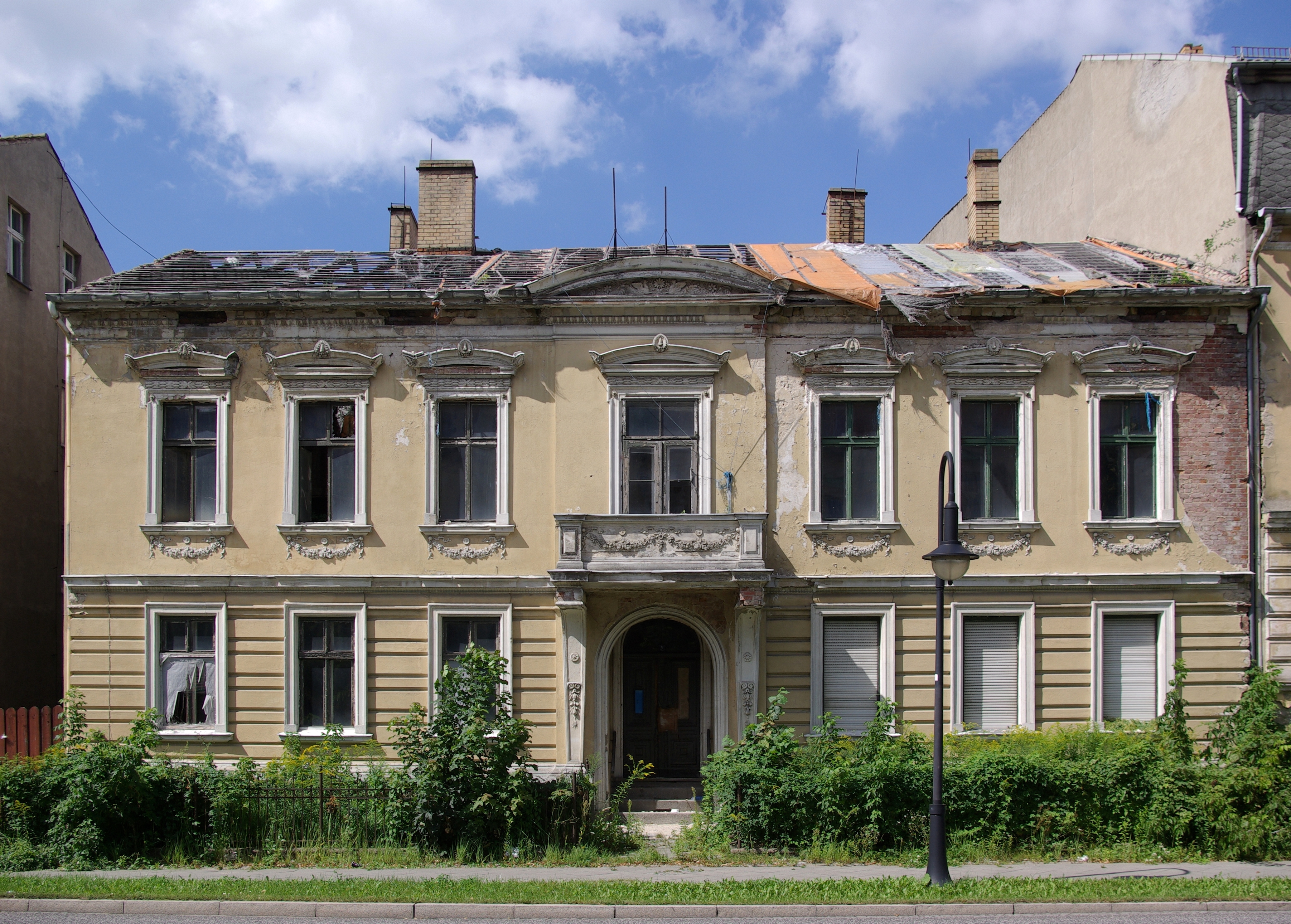
Das Haus Bahnhofstraße 5

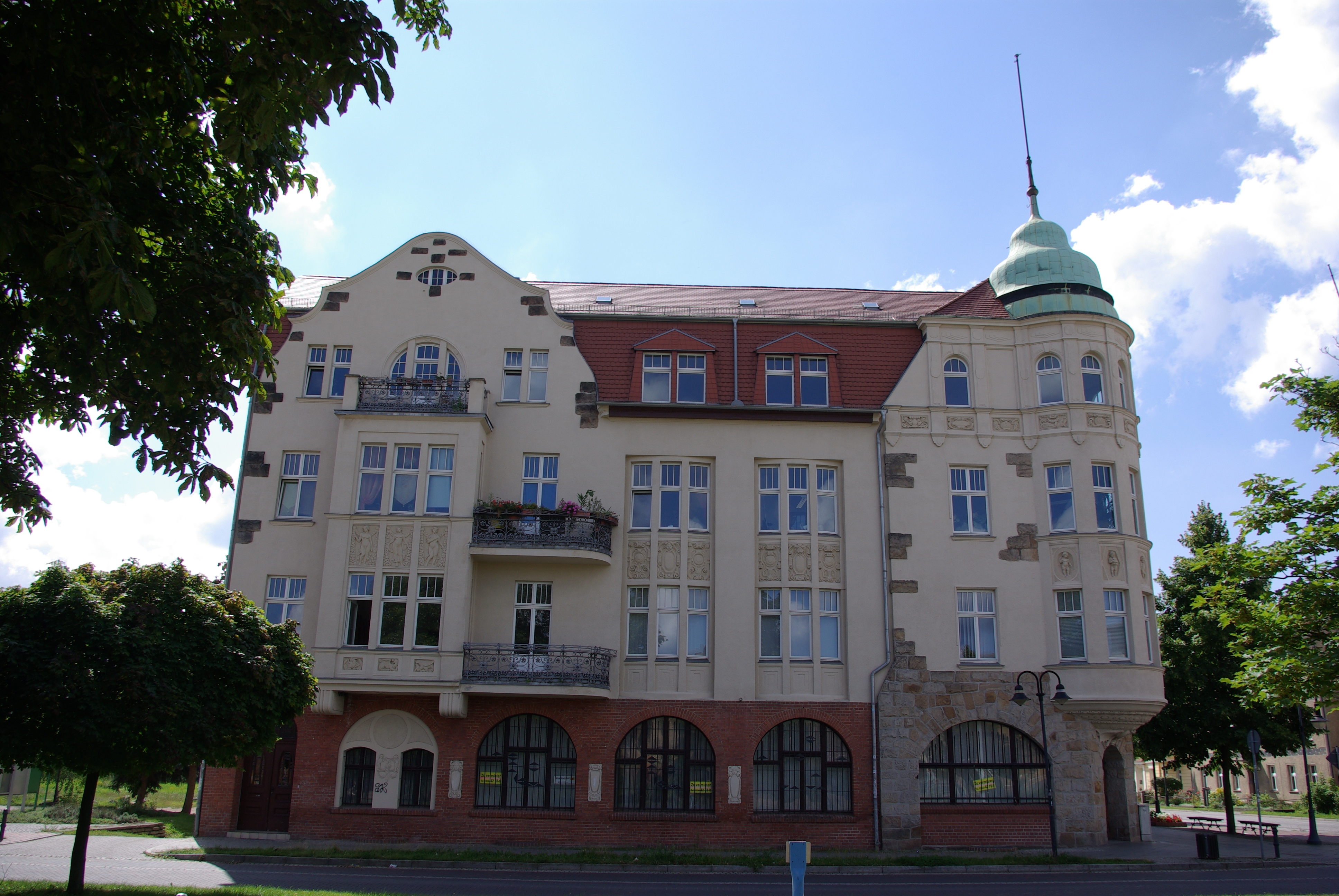
Das Haus Bahnhofstraße 24

Die Bahnhofstraße ist eine Straße in Bad Freienwalde (Oder). In ihr sind sechs Häuser denkmalgeschützt. Eine genaue Aufstellung der denkmalgeschützten Häuser befindet sich in der Liste der Baudenkmale in Bad Freienwalde (Oder).

## Lage und Geschichte
Die Straße erhielt ihren Namen Bahnhofstraße am 22. April 1868. Das war zwei Jahre nach Eröffnung der Bahnlinie Eberswalde – Frankfurt (Oder).
Die Bahnhofstraße ist eine Verlängerung der Karl-Marx-Straße ab der Ecke Kanalstraße / Wasserstraße. Die Straße ist über den gesamten Streckenverlauf ein Teil der Bundesstraße 167. Weitere Straßen, welche die Bahnhofstraße kreuzen oder von ihr abgehen, sind der Weg an der Bahn, Am Kleinbahnhof und Am Bahnhof. Die Straße geht dann weiter im Laufe der Bundesstraße 167 in die Straße Am Weidendamm über.
Die Straße ist etwa 600 Meter lang. Ungefähr 200 Meter nach der Karl-Marx-Straße überquert die Straße die Bahnlinie. Die Nummerierung der Häuser beginnt an der Karl-Marx-Straße an der linken Seite und läuft bis zur Straße Am Weidendamm und dann zurück bis zur Karl-Marx-Straße.

## Die Baudenkmale
In der Bahnhofstraße sind sechs Häuser denkmalgeschützt. Die interessanten Häuser sind:
- Bahnhofstraße / Am Bahnhof 1–4: Der Bahnhof liegt etwas nördlich der Altstadt an der Bahnlinie Eberswalde – Frankfurt (Oder). Der Bahnverkehr wurde am 15. Dezember 1866 aufgenommen. Im Jahre 1877 wurde die Strecke bis Frankfurt (Oder) verlängert, später kam eine Strecke nach Angermünde hinzu. Das Empfangsgebäude wurde um 1900 erbaut. Es ist ein Bau aus roten Ziegeln. Der Mittelbau ist traufständig, an jeder Seite befinden sich zwei höhere Bauten. Im Jahre 1934 wurde der Haupteingang umgebaut. Zu der Anlage gehört ein Stellwerk, ein Wasserturm und ein Beamtenwohnhaus.

- Bahnhofsstraße 1: Das Haus wurde wahrscheinlich um 1884 erbaut. Es ist ein zweigeschossiges Haus mit dem Charakter einer Villa. Das Haus hat fünf Achsen, wobei die mittleren drei Achsen als Risalit hervorgehoben sind.

- Bahnhofstraße 5: Das Haus wurde wahrscheinlich kurz vor 1900 erbaut. Es ist ein zweigeschossiges, traufständiges Haus. Vor dem Haus befindet sich ein kleiner Vorgarten. Das Satteldach ist flach, in der mittleren Achse von sieben befindet sich der Eingang.

- Bahnhofstraße 13/13a: Das Doppelhaus ist zweigeschossig und wurde 1903 für Bahnangestellte erbaut. In dem Doppelhaus befinden sich 12 Wohnungen. Die Wohnungen sind klein, zu jeder Wohnung gehörte ein Außenabort. Zu dem Haus gehören ein Stall und ursprünglich 12 Gartenparzellen, diese sind heute aber teilweise zusammengelegt.

- Bahnhofstraße 24: Das Haus liegt an der Ecke zum Bahnhof. Es ist ein dreigeschossiges Haus mit Mansarddach. An der Ecke Bahnhofstraße / Am Bahnhof befindet sich ein Eckturm mit einer Schweifhaube. Die Fassade wurde im Stil des Eklektizismus errichtet. Im Inneren sind zwei Kachelöfen im Jugendstil erhalten.

- Bahnhofstraße 28: Das Grundstück, auf dem sich das Wohnhaus befindet, war Teil einer Kalkbrennerei. Das Haus wurde wahrscheinlich um 1857 erbaut. Es ist ein eingeschossiger traufständiger Bau aus gelben Ziegeln. Die Fassade ist mit roten Ziegeln gegliedert.